# Tricheremaeus nemossensis
Tricheremaeus nemossensis är en kvalsterart som beskrevs av Grandjean 1963. Tricheremaeus nemossensis ingår i släktet Tricheremaeus och familjen Eremaeidae. Inga underarter finns listade i Catalogue of Life.